# У8 (Берлин)
У8 је линија Берлинског У-воза.
- Витеану (Wittenau) (С1)
- Општина Рајникендорф (Rathaus Reinickendorf)
- Карл-Боноефер-Нерфенклиник (Karl-Bonhoeffer-Nervenklinik) (С25)
- Линдауер Але (Lindauer Allee)
- Парцелсус-Бад (Paracelsus-Bad)
- Резиденцштрасе (Residenzstraße)
- Трг Франца Нојмана (Franz-Neumann-Platz)
- Ословска улица (Osloer Straße) (У9)
- Пакнштрасе (Pankstraße)
- Гезундбрунен – Здрави бунар (Gesundbrunnen) (С1) (С2) (С25) (С4x)
- Фолташтрасе (Voltastraße)
- Бернауер Штрасе (Bernauer Straße)
- Розенталеров трг (Rosenthaler Platz)
- Вајнмајстерштрасе (Weinmeisterstraße)
- Александерплац (Alexanderplatz) (У2) (У5) (С5) (С7) (С75) (С9) (DB-НВ)
- Јановицбрике (Jannowitzbrücke) (С5) (С7) (С75) (С9)
- Улица Хајнриха Хајнеа (Heinrich-Heine-Straße)
- Морицплац (Moritzplatz)
- Котбузер Тор (Kottbusser Tor) (У1)
- Шунлајнштрасе (Schönleinstraße)
- Херманплац (Hermannplatz) (У7)
- Бодинштрасе (Boddinstraße)
- Лајнештрасе (Leinestraße)
- Херманштрасе (Hermannstraße) (С4x)